# محمود بن امیر ولی
محمود بن امیر ولی کاسانی بلخی یا محمد بن امیر ولی (متولد ۱۰۰۴ هجری / ۹۶-۱۵۹۵ میلادی) شاعر، مورخ و عارف قرن یازدهم هجری می باشد. وی همچنین معروف به محمود بن امیر ولی کتابدار بوده است.

## زندگینامه
محمود بن امیرولی در حدود سال ۱۰۰۴ هجری در بلخ متولد شد. وی برای تحصیل از بلخ به بخارا می رود و به جز شش یا هفت سالی که به سیاحت می پردازد در شهر بلخ ساکن می ماند. وی در نوجوانی به سرودن شعر روی می آورد که حاصل آن شش دفتر شعر شامل بیش از پنجاه هزار بیت می باشد.
وی در نوزده سالگی به تصوف گرایش پیدا میکند و به شاگردی سید میرک شاه‌الحسینی در می آید؛ و به دستور او روائح الطیبه را تالیف می نماید.
محمود بن امیرولی پس از درگذشت استادش در سال  ۱۰۳۳ به هند سفر کرد و در سال ۱۰۴۰ به بلخ بازگشت. وی سپس به فرمان نادر محمد خان سفرنامه بحرالاسرار را در سال ۱۰۴۵ تالیف می نماید.

## آثار
- محبت نامه، در بحر خسرو و شیرین نظامی گنجوی

- گلکده، در بحر خسرو و شیرین نظامی گنجوی

- نجم ثاقب، در بحر اسکندرنامه نظامی گنجوی

- نزهت الارواح، در بحر مخزن الاسرار نظامی گنجوی

- اخلاق حسنی، در بحر مخزن الاسرار نظامی گنجوی

- دیوان غزل ها، قصیده ها و دیگر اصناف شعری

- روائح الطیبه

- بحر الاسرار فی مناقب الاخیار، سفرنامه

## پی نوشت ها
1. ↑  شاهد، محمد اقبال، بررسی "بحرالاسرار فی مناقب الاخیار"، فصلنامه ایران شناخت، پاییز ۱۳۷۷، شماره ۱۰.